# Korsze
Korsze (Korschen fino al 1945) è un comune urbano-rurale polacco del distretto di Kętrzyn, nel voivodato della Varmia-Masuria.
Ricopre una superficie di 249,94 km² e nel 2004 contava 10 738 abitanti.